# 립카 타타르인
립카 타타르인은 14세기 초 리투아니아 대공국에 정착한 튀르크족의 일파에서 유래한 민족으로, 오늘날의 벨라루스, 리투아니아, 폴란드 지역에 거주한다. 립카는 리투아니아를 가리키는 말로, 지역에 따라 "리투아니아 타타르", "폴란드 타타르" 등으로도 불렸다. 이들의 기원은 킵차크 칸국(금장한국)과 그 후계 국가들에 있으며 14세기부터 17세기까지 계속해서 폴란드-리투아니아로 이주의 물결이 나타났다. 주로 수니파 이슬람교를 믿으면서도 기독교가 주류인 폴란드-리투아니아 연방의 군사 계급으로 복무했다.

## 같이 보기
- 립카 반란
- 벨라루스어 아랍 문자